# 内山正幸
内山 正幸（うちやま まさゆき、1952年3月29日 - 2010年8月31日）は日本のアニメーター。ラストハウス所属。別名義に白鳥剣、内山まさゆきがある。

## 略歴・人物
ネオメディアへ入社後、木村圭市郎に師事。ネオメディア退社後はしばらくフリーとして活動した後、金田伊功らと共にスタジオZ（2代目）を設立し活動する。その後もラストハウス設立に関わり、以降はラストハウス所属としてアニメ制作に携わっていた。
1980年代から1990年代にかけては、主に東映動画（東映アニメーション）の作品で活動し、特に鳥山明原作のアニメとは縁が深い。『Dr.スランプ アラレちゃん』から『ドラゴンボール』シリーズ、『ドクタースランプ』と長くに渡り作画監督のローテーションに入っていた。旧Dr.スランプからリメイク版まで作画監督としてローテーションに参加したのは彼のみである。
2010年8月31日、心不全により死去。享年58。

## 主な作品

### テレビアニメ
- アタックNo.1（1969年 - 1971年、作画）
- 天才バカボン（1971年 - 1972年、原画）
- ど根性ガエル（1972年 - 1974年、原画）
- 柔道讃歌（1974年、作画）
- はじめ人間ギャートルズ（1974年 - 1976年、原画）
- 宇宙戦艦ヤマト（1974年 - 1975年、原画）
- 大空魔竜ガイキング（1976年 - 1977年、作画監督）
- ろぼっ子ビートン（1976年 - 1977年、作画監督）
- ドカベン（1976年、作画監督）　※第7話、第12話
- 惑星ロボ ダンガードA（1977年 - 1978年、作画監督）
- 氷河戦士ガイスラッガー（1977年、原画）
- SF西遊記スタージンガー（1978年 - 1979年、作画監督）
- 銀河鉄道999（1979年 - 1982年、作画監督）
- あさりちゃん（1982年 - 1983年、作画監督）
- 手塚治虫のドン・ドラキュラ（1982年、作画監督[2]）
- The・かぼちゃワイン（1982年 - 1984年、作画監督）
- Dr.スランプ アラレちゃん（1983年 - 1986年、作画監督・原画）
- ドラゴンボール（1986年 - 1989年、作画監督）
- 魔神英雄伝ワタル（1988年 - 1989年、作画監督）
- 魔動王グランゾート（1989年 - 1990年、作画監督）
- 新ビックリマン（1989年 - 1990年、作画監督）
- ドラゴンボールZ（1989年 - 1996年、作画監督）
- NG騎士ラムネ&40（1990年 - 1991年、作画監督）
- 魔法のエンジェルスイートミント（1990年 - 1991年、作画監督）
- まじかる☆タルるートくん（1990年 - 1992年、作画監督）
- スーパービックリマン（1992年 - 1993年、作画監督）
- GS美神（1993年 - 1994年、作画監督）
- 蒼き伝説シュート!（1993年 - 1994年、作画監督）　※第5話、第14話
- 忍たま乱太郎（1993年 - 、作画監督）
- BLUE SEED（1994年 - 1995年、作画監督）
- モジャ公（1995年 - 1997年、作画監督）
- ゲゲゲの鬼太郎（第4期） （1996年 - 1998年、原画）
- ドラゴンボールGT（1996年 - 1997年、作画監督）
- 金田一少年の事件簿（1997年 - 2000年、作画監督・原画）
- ドクタースランプ（1997年 - 1999年、作画監督）
- 遊☆戯☆王（1998年、作画監督）
- 神八剣伝（1999年、原画）
- ONE PIECE（1999年 - 、原画）
- 爆転シュート ベイブレード2002（2002年、原画）
- わがまま☆フェアリー ミルモでポン!（2002年 - 2003年、原画）
- アガサ・クリスティーの名探偵ポワロとマープル（2004年、原画）
- 結界師（2006年 - 2008年、原画）
- スカイガールズ（2007年、原画）
- イナズマイレブン（2008年 - 2011年、原画）
- ハヤテのごとく!!（2009年、原画）
- 真マジンガー 衝撃! Z編（2009年、原画）
- ファイト一発! 充電ちゃん!!（2009年、原画）
- NEEDLESS（2009年、原画）
- 夢色パティシエール（2009年 - 2010年、原画）
- 聖痕のクェイサー（2010年、原画）
- バカとテストと召喚獣（2010年、原画）
- 爆丸バトルブローラーズ ニューヴェストロイア（2010年、原画）
- 祝福のカンパネラ（2010年、原画）

### 劇場アニメ
- パパママバイバイ（1984年、原画）
- ドラゴンボール 魔神城のねむり姫（1987年、原画）